# Sommer-Paralympics 2016/Teilnehmer (Mongolei)
| stlisierte Goldmedaille | stlisierte Silbermedaille | stlisierte Bronzemedaille |
| ----------------------- | ------------------------- | ------------------------- |
| —                       | —                         | 2                         |

Die Mongolei schickte acht Athleten zu den Paralympischen Sommerspielen 2016, die vom 7. bis 18. September in Rio de Janeiro ausgetragen wurden. Die mongolische Mannschaft bestand aus sechs Männern und zwei Frauen, die in fünf Sportarten antraten.

## Medaillen
Der Judoka Bolormaa Uugankhuu und der Powerlifter Enkhbayaryn Sodnompiljee gewannen jeweils eine Bronzemedaille. Die Mongolei belegte im Medaillenspiegel den 75. Platz.

## Teilnehmer nach Sportarten

### Bogenschießen
| Athleten                                      | Wettbewerb (Klasse) | Qualifikation | Qualifikation | Sechzehntelfinale | Sechzehntelfinale | Achtelfinale    | Achtelfinale  | Viertelfinale | Viertelfinale | Halbfinale          | Halbfinale    | Finale                   | Finale        | Rang |
| Athleten                                      | Wettbewerb (Klasse) | Ringe         | Rang          | Gegner            | Ergebnis          | Gegner          | Ergebnis      | Gegner        | Ergebnis      | Gegner              | Ergebnis      | Gegner                   | Ergebnis      | Rang |
| --------------------------------------------- | ------------------- | ------------- | ------------- | ----------------- | ----------------- | --------------- | ------------- | ------------- | ------------- | ------------------- | ------------- | ------------------------ | ------------- | ---- |
| Frauen                                        |                     |               |               |                   |                   |                 |               |               |               |                     |               |                          |               |      |
| Buyanjargal Oyun-Erdene                       | Recurve (offen)     | 563           | 17            | Tania Nadarajah   | 6:2 (90:86)       | Wu Chunyan      | 3:7 (115:128) | ausgeschieden | ausgeschieden | ausgeschieden       | ausgeschieden | ausgeschieden            | ausgeschieden | 9    |
| Männer                                        |                     |               |               |                   |                   |                 |               |               |               |                     |               |                          |               |      |
| Amarbayasgalan Ankhbayar                      | Recurve (offen)     | 572           | 24            | Kim Min-su        | 6:5 (121:122)     | Piotr Sawicki   | 2:6 (87:97)   | ausgeschieden | ausgeschieden | ausgeschieden       | ausgeschieden | ausgeschieden            | ausgeschieden | 9    |
| Dambadondog Baatarjav                         | Recurve (offen)     | 583           | 20            | Lee Hong-gu       | 7:3 (116:113)     | Tomohiro Ueyama | 4:6 (120:128) | ausgeschieden | ausgeschieden | ausgeschieden       | ausgeschieden | ausgeschieden            | ausgeschieden | 9    |
| Mixed                                         |                     |               |               |                   |                   |                 |               |               |               |                     |               |                          |               |      |
| Buyanjargal Oyun-Erdene Dambadondog Baatarjav | Recurve (offen)     | 1146          | 11            | −                 | −                 | Deutschland     | 5:3 (133:140) | Polen         | 5:4 (117:111) | Volksrepublik China | 0:6 (83:97)   | Kampf um Platz 3 Italien | 1:5 (85:98)   | 4    |

### Judo
| Athleten           | Wettbewerb       | 1. Runde                | 1. Runde | Viertelfinale | Viertelfinale | Halbfinale                 | Halbfinale    | Finale                            | Finale        | Rang          |
| Athleten           | Wettbewerb       | Gegner                  | Ergebnis | Gegner        | Ergebnis      | Gegner                     | Ergebnis      | Gegner                            | Ergebnis      | Rang          |
| ------------------ | ---------------- | ----------------------- | -------- | ------------- | ------------- | -------------------------- | ------------- | --------------------------------- | ------------- | ------------- |
| Männer             |                  |                         |          |               |               |                            |               |                                   |               |               |
| Bolormaa Uugankhuu | Klasse bis 60 kg | Rayfran Mesquita Pontes | 100:0    | Makoto Hirose | 002:101       | Hoffnungsrunde: Lee Minjae | 110:0         | Kampf um Platz 3: Ramin Ibrahimov | 100:0         | Bronze        |
| Aajim Munkhbat     | Klasse bis 66 kg | Luis Pérez Díaz         | 0:100    | ausgeschieden | ausgeschieden | ausgeschieden              | ausgeschieden | ausgeschieden                     | ausgeschieden | ausgeschieden |

### Leichtathletik
| Athleten                | Wettbewerb         | Vorlauf/Vorkampf | Vorlauf/Vorkampf | Halbfinale | Halbfinale | Finale     | Finale | Rang |
| Athleten                | Wettbewerb         | Zeit/Weite       | Rang             | Zeit/Weite | Rang       | Zeit/Weite | Rang   | Rang |
| ----------------------- | ------------------ | ---------------- | ---------------- | ---------- | ---------- | ---------- | ------ | ---- |
| Frauen                  |                    |                  |                  |            |            |            |        |      |
| Gendendarjaa Tsogtgerel | Kugelstoßen F56/67 | –                | –                | –          | –          | 8,59 m     | 5      | 5    |
| Gendendarjaa Tsogtgerel | Diskuswurf F56/57  | –                | –                | –          | –          | NMW        | NMW    | NMW  |

### Schießen
| Athleten          | Wettbewerb             | Qualifikation   | Qualifikation | Halbfinale      | Halbfinale | Finale          | Finale        | Rang          |
| Athleten          | Wettbewerb             | Ringe/ Scheiben | Rang          | Ringe/ Scheiben | Rang       | Ringe/ Scheiben | Rang          | Rang          |
| ----------------- | ---------------------- | --------------- | ------------- | --------------- | ---------- | --------------- | ------------- | ------------- |
| Männer            |                        |                 |               |                 |            |                 |               |               |
| Zandraa Ganbaatar | 10 m Luftpistole SH1   | 555             | 18            | –               | –          | ausgeschieden   | ausgeschieden | ausgeschieden |
| Mixed             |                        |                 |               |                 |            |                 |               |               |
| Zandraa Ganbaatar | 25 m Sportpistole SH1  | 532             | 25            | –               | –          | ausgeschieden   | ausgeschieden | ausgeschieden |
| Zandraa Ganbaatar | 50 m Freie Pistole SH1 | 500             | 31            | –               | –          | ausgeschieden   | ausgeschieden | ausgeschieden |

### Powerlifting
| Athleten                 | Wettbewerb       | Ergebnis | Rang   |
| ------------------------ | ---------------- | -------- | ------ |
| Männer                   |                  |          |        |
| Enkhbayaryn Sodnompiljee | Klasse bis 88 kg | 210 kg   | Bronze |